# Garfunkel
Garfunkel è una Compilation del cantante statunitense Art Garfunkel, pubblicato dalla casa discografica Columbia Records nel 1988.

## Tracce

### LP
Lato A
1. When a Man Loves a Woman – 4:28 (Calvin Lewis, Andrew Wright) – Tratto dall'album: Lefty (1988)
2. Break Away – 3:31 (Benny Gallagher, Graham Lyle) – Tratto dall'album: Breakaway (1975)
3. Bright Eyes – 3:54 (Mike Batt) – Tratto dall'album: Scissors Cut (1981)
4. (What A) Wonderful World – 3:29 (Sam Cooke, Herb Alpert, Lou Adler) – Tratto dall'album: Watermark (1978)
5. All I Know – 3:45 (Jimmy Webb) – Tratto dall'album: Angel Clare (1973)
6. Scissors Cut – 3:55 (Jimmy Webb) – Tratto dall'album: Scissors Cut (1981)

Lato B
1. I Only Have Eyes for You – 3:38 (Al Dubin, Harry Warren) – Tratto dall'album: Breakaway (1975)
2. So Much in Love – 2:23 (William Jackson, Roy Straigis, George Williams) – Tratto dall'album: Lefty (1988)
3. 99 Miles from L.A. – 3:28 (Hal David, Albert Hammond) – Tratto dall'album: Breakaway (1975)
4. Second Avenue – 2:48 (Tim Moore) – Pubblicato nel 1974 solo in formato singolo (Columbia Records, 3-10020)
5. A Heart in New York – 3:07 (Benny Gallagher, Graham Lyle) – Tratto dall'album: Scissors Cut (1981)
6. I Have a Love – 4:29 (Stephen Sondheim, Leonard Bernstein) – Tratto dall'album: Lefty (1988)

## Musicisti
When a Man Loves a Woman
- Art Garfunkel - voce solista
- Hugh McCracken - chitarra
- Nicky Hopkins - tastiere
- Del Newman - archi, fiati, winds
- Jeremy Steig - flauto
- Michael Brecker - sassofono
- Rob Sabino - sintetizzatore
- Stephen Bishop - omnichords, accompagnamento vocale-cori
- Joe Osborn - basso elettrico
- Eddie Gomez - basso acustico
- Steve Gadd - batteria
- Leah Kunkel - accompagnamento vocale-cori
- Kenny Rankin - accompagnamento vocale-cori
- Pam Rose - accompagnamento vocale-cori
- Mary Ann Kennedy - accompagnamento vocale-cori
- Geoff Emerick e Art Garfunkel - produttori

Break Away
- Art Garfunkel - voce solista
- Bill Payne - piano elettrico, sintetizzatore
- Lon Van Eaton - chitarra acustica
- Rick Shlosser - batteria
- Joe Clayton - percussioni
- Graham Nash - accompagnamento vocale-cori
- David Crosby - accompagnamento vocale-cori
- Bruce Johnston - accompagnamento vocale-cori
- Richard Perry e Art Garfunkel - produttori

Bright Eyes
- Art Garfunkel - voce solista
- Roy Halee - batteria (reincisione), remix
- Chris Spedding - chitarra
- Roland Harker - liuto
- Lee Hurdle - basso
- Alan Schwartzberg - batteria
- Edwin Roxburgh - oboe
- Ray Cooper - percussioni
- Mike Batt e Goddard Lieberson - produttori

(What A) Wonderful World
- Art Garfunkel - voce solista
- James Taylor - voce
- Paul Simon - voce, chitarra acustica
- Hugh McCracken - chitarra elettrica
- Richard Tee - piano elettrico
- Tony Levin - basso
- Ralph MacDonald - percussioni
- Stephen Gadd - batteria
- Christopher Dedrick - arrangiamento strumenti ad arco
- Phil Ramone - produttore

All I Know
- Art Garfunkel - voce solista
- Larry Knechtel - tastiere
- Michael Omartian - tastiere
- Louie Shelton - chitarra
- Larry Carlton - chitarra
- Dean Parks - chitarra
- Joe Osborn - basso elettrico
- Hal Blaine (o) Jim Gordon - batteria
- Art Garfunkel e Roy Halee - produttori

Scissors Cut
- Art Garfunkel - voce solista
- Andrew Gold - chitarra
- Dean Parks - chitarra
- Larry Knechtel - tastiere
- Joe Osborn - basso
- Eugene Orloff - concertmaster
- Teo Macero - conduttore strumenti ad arco
- Del Newman - arrangiamento strumenti ad arco
- Joe Osborn basso
- Rick Marotta - batteria
- Leah Kunkel - accompagnamento vocale-cori
- Art Garfunkel e Roy Halee - produttori

I Only Have Eyes for You
- Art Garfunkel - voce solista
- Andrew Gold - batteria, piano, chitarra elettrica
- Nicky Hopkins - pianoforte, Fender Rhodes
- Joe Osborn - basso
- Stephen Bishop - accompagnamento vocale-cori
- Del Newman - arrangiamento strumenti ad arco, arrangiamento strumenti a fiato, conduttore musicale
- Richard Perry e Art Gafunkel - produttori

So Much in Love
- Art Garfunkel - voce solista
- Jay Graydon - chitarra, sintetizzatore
- Steve Lukather - chitarra
- David Foster - sintetizzatore
- Gary Chang - synclavier
- Cliff Magness - accompagnamento vocale-cori
- Jon Joyce - accompagnamento vocale-cori
- Jim Haas - accompagnamento vocale-cori
- Jay Graydon - produttore

99 Miles from L.A.
- Art Garfunkel - voce solista
- Louie Shelton - chitarra acustica
- Lee Ritenour - chitarra acustica
- Bill Payne - piano elettrico
- Reinie Press - basso
- Denny Seiwell - batteria
- Del Newman - arrangiamento strumenti ad arco, flauti e strumenti a fiato, conduttore musicale
- Richard Perry e Art Garfunkel - produttori

Second Avenue
- Art Garfunkel - voce solista
- Altri musicisti non accreditati
- Roy Halee - produttore

A Heart in New York
- Art Garfunkel - voce solista
- Pete Carr - chitarra
- Graham Lyle - chitarra
- Rob Mounsey - sintetizzatore
- Michael Brecker - sassofono tenore
- Tony Levin - basso
- Russ Kunkel - batteria
- Crusher Bennett - congas, percussioni
- Art Garfunkel e Roy Halee - produttori

I Have a Love
- Art Garfunkel - voce solista
- Hugh McCracken - chitarra
- Nicky Hopkins - tastiere
- Del Newman - archi, fiati, winds
- Rob Sabino - sintetizzatore
- Jeremy Steig - flauto
- Michael Brecker - sassofono
- Stephen Bishop - omnichords, accompagnamento vocale-cori
- Joe Osborn - basso elettrico
- Eddie Gomez - basso acustico
- Steve Gadd - batteria
- Leah Kunkel - accompagnamento vocale-cori
- Kenny Rankin - accompagnamento vocale-cori
- Pam Rose - accompagnamento vocale-cori
- Mary Ann Kennedy - accompagnamento vocale-cori
- Geoff Emerick e Art Garfunkel - produttori

Note aggiuntive
- Roy Halee - compilazione e scelta dei brani
- Joel Zimmerman - art direction
- Ralph Wernli - illustrazione copertina frontale album originale
- Jim Marshall - fotografia
- Jim Feldman - note retrocopertina album originale